# Оганесян, Армен (футболист, 2000)
Арме́н Оганеся́н (арм. Արմեն Հովհաննիսյան; род. 7 марта 2000, Ереван, Армения) — армянский футболист, нападающий греческого клуба «Эпископи», выступающий на правах аренды за мальтийский «Пьета Хотспурс».

## Карьера
Начинал карьеру в клубах «Пюник» и «Арарат-Армения», в основном составе последнего сыграл 2 матча в Кубке Армении. Летом 2018 года уехал в Словакию и стал игроком клуба «Земплин». Дебютировал в основном составе 2 апреля 2019 года в матче кубка Словакии против «Жилины».
С 2016 по 2017 годы выступал за сборную до 17 лет. Сыграл 4 матча, забил 1 гол.
В 2019 году в составе сборной до 19 лет принимает участие в домашнем чемпионате Европы.
В августе 2020 года переходит в словацкую команду высшей лиги Нитра.